# Родионов, Василий Фёдорович
Василий Фёдорович Родио́нов (1909 — 1992) — советский автоконструктор.

## Биография
Родился 9 (22 октября) 1909 года в семье железнодорожника.
Окончил Московский институт инженеров транспорта (1931).
В 1931—1932 работал на Ковровском экскаваторном заводе, затем год служил в РККА.
С 1933 года конструктор в НАТИ. Работал над следующими моделями: грузовик ЗИС-К2, первый советский массовый легковой автомобиль КИМ-10 (1941), армейский автомобиль-разведчик АР-НАТИ (1941), автобус вагонной компановки НАТИ-А, грузовой автомобиль повышенной проходимости К-2 (прототип ЗИС-32). Принимал участие в разработке полугусеничных вездеходов, пожарных машин, мотоциклов ТИЗ АМ-6000 и М-72.
С 1942 году инженер-конструктор ЗИС. Разрабатывал многие модели, в том числе легковые автомобили представительского класса ЗИС-110 (1944) и ЗИЛ-117 (1972).
С 1973 года преподавал в МАМИ, читал курс «Конструирование и расчет автомобиля».
Автор книг и учебных пособий по автомобилестроению, соавтор учебника «Конструирование и расчет автомобиля».
Умер 26 мая 1992 года.

## Награды и премии
- Сталинская премия третьей степени (1951) — за разработку бронированного вездехода ЗИС-152.
- ордена и медали